# Adolf Rosenberger
Adolf Rosenberger, född den 8 april 1900 i Pforzheim, död den 6 december 1967 i Los Angeles, var en tysk entreprenör och racerförare.
Rosenberger var en affärsman som ägnade sig åt motorsport på 1920-talet. Han var framgångsrik i backtävlingar. Rosenberger deltog i det första Tysklands Grand Prix på AVUS 1926. Dåligt väder ledde till många olyckor och avåkningar. Rosenberger körde av banan och träffade två funktionärer som avled i olyckan, med följd att AVUS förlorade sina Grand Prix-rättigheter under några år framöver.
1931 gick Rosenberger in i Ferdinand Porsches konstruktionsbyrå i Stuttgart som finansiär och kommersiell direktör. Han var drivande i projektet med en Grand Prix-bil för Auto Union. 
Rosenberger var jude och i september 1935 greps han för rasskändning enligt Nürnberglagarna. Han frikändes men måste omedelbart lämna Tyskland. Rosenberger bodde en tid i London innan han emigrerade till Frankrike och 1939 vidare till USA. Han blev amerikansk medborgare 1943 under sitt nya namn, Alan Arthur Robert.